# Bitch Please
"Bitch Please" es una canción de Snoop Dogg con la colaboración de Nate Dogg y Xzibit de su cuarto álbum, No Limit Top Dogg. El video musical fue dirigido por Dr. Dre y Phillip Atwell. Su remake, "Bitch Please II", también incluye a Dr. Dre y Eminem, apareciendo en el segundo álbum de Eminem, The Marshall Mathers LP.
- Datos: Q3306510